# 勒伯维尔 (孚日省)
勒伯维尔（法語：Rebeuville）是法国大东部大区孚日省的一个市镇，位于该省西部，属于讷沙托区。该市镇2009年时的人口为283人。

## 地名
地名来源于来自日耳曼人名 + villa。
曾被提及的名称：Raborville (1147年) ; Ribovilla (1172年) ; Rebueville (1227年) ; Rebeuville, Rebouville (1242年) ; Rebuevilla, Robueville (1402年) ; Rebuefville (1444年) ; Rebueville (1466年之前) ; Rebeufville (1494年) ; Rebufville (18世纪) ; Rebeville (1790年)

## 交通
孚日省城际客运公司提供连接讷沙托和米尔库尔之间的客运线路，并停靠勒伯维尔。

## 人口
勒伯维尔人口变化图示
| 数据来源：INSEE |